# Prophone Records
Prophone Records är ett svenskt skivbolag som ger ut skivor på etiketterna Prophone, Swedish Society Discofil och tidigare M.A.P. (Malmö Audioproduktion). Bolaget bildades 1990 av Erland Boëthius (1951–2003).
Prophone ägs av skivbolaget Naxos.